# アラビナン エンド-1,5-α-L-アラビノシダーゼ
アラビナン エンド-1,5-α-L-アラビノシダーゼ(Arabinan endo-1,5-alpha-L-arabinosidase、EC 3.2.1.99)は、1,5-α-L-アラビナン 1,5-α-L-アラビノヒドロラーゼという系統名を持つ酵素であり、以下の化学反応を触媒する。
(1->5)-アラビナンの(1->5)-α-アラビノフラノシド結合をエンド型加水分解する。
この酵素は、直鎖状の1,5-α-L-アラビナンに対して最も効率よく作用する。